# Hogstad
Hogstad is een plaats in de gemeente Mjölby in het landschap Östergötland en de provincie Östergötlands län in Zweden. De plaats heeft 254 inwoners (2005) en een oppervlakte van 42 hectare.